# グランド・リバー郡区 (アイオワ州アデア郡)
グランド・リバー郡区 (Grand River Township) は、アメリカ合衆国アイオワ州アデア郡にある17の郡区の一つである。2000年の国勢調査で、人口は177人だった。

## 地理
グランド・リバー郡区は93.0平方キロメートル（35.91平方マイル)で、基礎自治体は存在しない。アメリカ地質調査所によると、この郡区はBoley Farm、Grand River Center、Hebronの3つの霊園が存在している。